# Pritaneu
Pritaneu (grec antic: πρυτανεῖον, llatí: Prytaneum) era el nom donat pels antics grecs a l'edifici que acollia el poder executiu de la ciutat.
Normalment es situava al centre de la ciutat, a l'àgora, i tenia també un aspecte marcadament religiós, ja que era el lloc on s'hi guardava el foc sagrat dedicat a Hèstia. Sembla que en un principi el pritaneu era la residència del rei, que guardava el foc sagrat per la comunitat. Pausànias diu que hi havia pritaneus a les capitals dels estats grecs, i no pas a totes les ciutats. El foc de cada ciutat, que es mantenia encès permanentment, es portava a les colònies que fundava, i si alguna vegada s'extingia el foc, s'havia de tornar a portar de la ciutat mare. Finalment el Pritaneu es va convertir en el símbol de la independència dels estats i així ho indica Tucídides.

Santuari de Dodona, n. 6 el Pritaneu, n. 7, extensió

Els magistrats de l'estat es reunien normalment al Pritaneu, per tractar d'aquelles coses que feien referència al govern, i era el lloc per on passaven cada dia els pritans, que eren els membres del poder executiu de la Bulé mantinguts per l'estat, i altres ciutadans distingits per determinats serveis, privilegi garantit a vegades de manera perpètua i altres per temps limitat. A Olímpia es reunien al Pritaneu els vencedors dels Jocs Olímpics.
A Atenes, quan la ciutat va créixer, el Pritaneu es va traslladar al barri del Ceràmic. L'edifici que descriu Pausànias, a l'àgora, va ser construït en temps dels romans.
Al Pritaneu s'hi celebraven menjades públiques on es convidava als que, pels seus serveis, mereixien ser mantinguts per la ciutat. Hi menjaven també els visitants i ambaixadors estrangers. Els encarregats de subministrar els aliments eren els anomenats colàcretes. Era el lloc on s'hi guardava el gra que es repartia als ciutadans.